# Burgstall Walding
Der Burgstall Walding ist eine abgegangene Spornburg etwa 500 Meter südwestlich von Walding, das zur kreisfreien Stadt Passau im Regierungsbezirk Niederbayern gehört. 
Die Anlage liegt etwa 180 Meter östlich der Gaißa, die nach 300 Meter in die Donau einmündet. Sie wird als Bodendenkmal unter der Aktennummer D-2-7346-0035 im Bayernatlas als „Abschnittsbefestigung vor- und frühgeschichtlicher Zeitstellung oder Burgstall des hohen Mittelalters“ geführt.

## Beschreibung
Der Burgstall Walding liegt auf einer Geländekuppe oberhalb der Gaißa und der Donau. Auf der zum Einödhof Gaißa abfallenden Geländenase lassen sich heute keine Spuren der Anlage finden, die noch um 1900 feststellbar war.